# La Palabra del Beni
El Diario La Palabra del Beni es un periódico boliviano con sede en Trinidad, Beni, fundado el 16 de abril de 1987. Es considerado el decano de la prensa beniana y se ha consolidado como una fuente confiable de información regional y nacional.

## Historia
El periódico La Palabra del Beni fue fundado el 16 de abril de 1987 por un grupo de empresarios benianos llamados Antonio Carvalho Urey, José Orlando Monasterio, Carlos Navia Ribera y Juan Carlos Villar Cortés. La Palabra del Beni nació como un seminario y se convirtió en un diario que buscaba proyectar la voz de esa región a todo el país.
En sus inicios, el periódico se elaboraba de forma artesanal, utilizando máquinas de escribir con cinta entintada y técnicas de esténcil para su impresión. En julio de 1991, se constituyó legalmente la empresa "Editorial Tiempos del Beni SRL", con La Palabra del Beni como su producto principal, con el objetivo de llevar la voz de los benianos a todo el país.
A lo largo de los años, La Palabra del Beni ha acompañado momentos clave de la historia del departamento y del país, como la Marcha Indígena de 1990, los cambios políticos nacionales y la lucha por las autonomías. Actualmente, es el periódico de circulación nacional más antiguo de la región y continúa siendo un actor clave al destacar los aspectos culturales, sociales y económicos que definen al Beni, contribuyendo así a fortalecer su identidad y promover su desarrollo.